# بلويشت

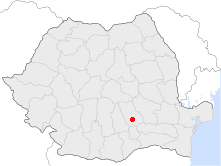
موقع المدينة على الخريطة

بلويشت (بالرومانية: Ploieşti) مدينة تقع على بعد 60 كم شمال عاصمة رومانيا بوخارست، عاصمة محافظة براهوفا. عدد سكانها 232.452 نسمة (إحصاء 2002).
تعتبر بلويشت من المدن الهامة في رومانيا، حيث تتميز بوجود عدد كبير من الصناعات والشركات الكبيرة التي تعمل في مجالات مختلفة، مثل صناعة البتروكيماويات والنفط، وكذلك صناعة المنتجات الغذائية والمشروبات.

## المناخ
يظهر الجدول التالي التغييرات المناخية على مدار السنة لبلويشت:
| البيانات المناخية لـبلويشت        | البيانات المناخية لـبلويشت | البيانات المناخية لـبلويشت | البيانات المناخية لـبلويشت | البيانات المناخية لـبلويشت | البيانات المناخية لـبلويشت | البيانات المناخية لـبلويشت | البيانات المناخية لـبلويشت | البيانات المناخية لـبلويشت | البيانات المناخية لـبلويشت | البيانات المناخية لـبلويشت | البيانات المناخية لـبلويشت | البيانات المناخية لـبلويشت | البيانات المناخية لـبلويشت |
| الشهر                             | يناير                      | فبراير                     | مارس                       | أبريل                      | مايو                       | يونيو                      | يوليو                      | أغسطس                      | سبتمبر                     | أكتوبر                     | نوفمبر                     | ديسمبر                     | المعدل السنوي              |
| --------------------------------- | -------------------------- | -------------------------- | -------------------------- | -------------------------- | -------------------------- | -------------------------- | -------------------------- | -------------------------- | -------------------------- | -------------------------- | -------------------------- | -------------------------- | -------------------------- |
| متوسط درجة الحرارة الكبرى °م (°ف) | 1 (34)                     | 4 (39)                     | 10 (50)                    | 18 (64)                    | 23 (73)                    | 27 (81)                    | 28 (82)                    | 28 (82)                    | 24 (75)                    | 18 (64)                    | 10 (50)                    | 3 (37)                     | 16.2 (61.2)                |
| متوسط درجة الحرارة الصغرى °م (°ف) | −6 (21)                    | −3 (27)                    | 0 (32)                     | 6 (43)                     | 10 (50)                    | 14 (57)                    | 16 (61)                    | 15 (59)                    | 11 (52)                    | 6 (43)                     | 1 (34)                     | −3 (27)                    | 5.6 (42.1)                 |
| الهطول مم (إنش)                   | 40.6 (1.60)                | 35.6 (1.40)                | 38.1 (1.50)                | 45.7 (1.80)                | 71.1 (2.80)                | 76.2 (3.00)                | 63.5 (2.50)                | 58.4 (2.30)                | 43.2 (1.70)                | 33 (1.3)                   | 48.3 (1.90)                | 43.2 (1.70)                | 596.9 (23.50)              |
| المصدر: Weather Channel           |                            |                            |                            |                            |                            |                            |                            |                            |                            |                            |                            |                            |                            |

## معرض صور

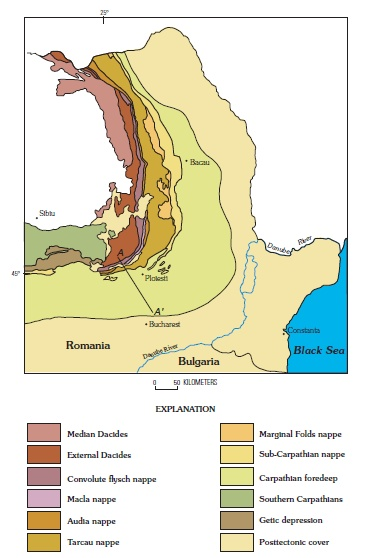
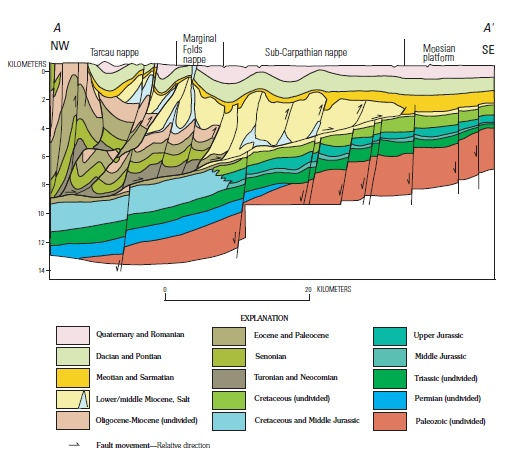
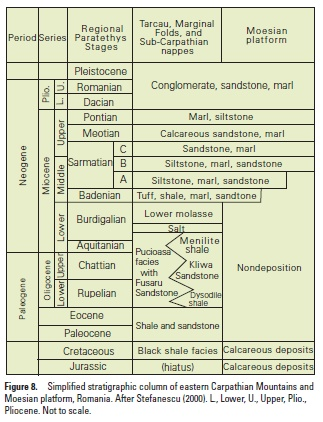

## توأمة
لبلويشت اتفاقيات توأمة مع كل من:
- أورال
- رادوم
- هينسشتي
- بيرات
- دنيبرو
- هاربن
- ليفكاذا
- ماراكايبو [3]
- أوسييك

## أعلام
- ليفيو ليبريسكو
- كورنيليو مانيسكو
- غابرييل بريدا
- ديفيد ر. كينغسلي
- نيكيتا ستانيسكو
- أديسون بيكر
- نيكو